# Кузьниця-Лігоцька
Кузьниця-Лігоцька (пол. Kuźnica Ligocka, нім. Ellguth-Hammer) — село в Польщі, у гміні Корфантув Ниського повіту Опольського воєводства.
Населення — 418 осіб (2011).

## Демографія
Демографічна структура станом на 31 березня 2011 року:
|          | Загалом | Допрацездатний вік | Працездатний вік | Постпрацездатний вік |
| -------- | ------- | ------------------ | ---------------- | -------------------- |
| Чоловіки | 209     | 39                 | 151              | 19                   |
| Жінки    | 209     | 36                 | 138              | 35                   |
| Разом    | 418     | 75                 | 289              | 54                   |